# Комсомольская (станция метро, Кольцевая линия)
«Комсомо́льская» (также «Комсомо́льская»-кольцевая) — станция Московского метрополитена на Кольцевой линии. Связана пересадкой с одноимённой станцией на Сокольнической линии. Расположена в Красносельском районе (ЦАО) под Комсомольской площадью, по которой и получила своё название. Открыта 30 января 1952 года в составе участка «Курская» — «Белорусская». Колонная трёхсводчатая станция глубокого заложения с одной островной платформой.
Является одной из самых загруженных станций метро в Москве (в основном из-за расположенных рядом с площадью Ленинградского, Ярославского и Казанского вокзалов). По данным на 2014 год средний пассажиропоток на станции составил 163 тысячи человек в сутки. В 2021 году названа Департаментом транспорта Москвы самой популярной (загруженной) станцией московского метро, ею воспользовались 29,1 млн человек.

## История
Первой станцией у Ленинградского, Ярославского и Казанского вокзалов стала станция «Комсомольская» Кировского диаметра (Сокольнической линии), открытая в 1935 году в составе первой очереди метрополитена.
В первоначальные планы Московского метрополитена Кольцевая линия не входила. Вместо неё планировалось строительство «диаметральных» линий с пересадками в центре города. Первый проект Кольцевой линии появился в 1934 году. Тогда планировалось построить эту линию под Садовым кольцом с 17 станциями. По проекту 1938 года планировалось построить линию значительно дальше от центра, чем построили впоследствии. Планировались станции «Усачёвская», «Калужская Застава», «Серпуховская Застава», «Завод имени Сталина», «Остапово», «Завод „Серп и молот“», «Лефортово», «Спартаковская», «Красносельская», «Ржевский вокзал», «Савёловский вокзал», «Динамо», «Краснопресненская Застава», «Киевская». В 1941 году проект Кольцевой линии изменили. Теперь её планировали построить ближе к центру. В 1943 году было принято решение о внеочередном строительстве Кольцевой линии по нынешней трассе с целью разгрузки пересадочного узла «Охотный Ряд» — «Площадь Свердлова» — «Площадь Революции».
Кольцевая линия стала четвёртой очередью строительства. В 1947 году планировалось сдать линию четырьмя участками: «Центральный парк культуры и отдыха» — «Курская», «Курская» — «Комсомольская», «Комсомольская» — «Белорусская» (затем был объединён со вторым участком) и «Белорусская» — «Центральный парк культуры и отдыха». Первый участок, «Парк культуры» — «Курская», был открыт 1 января 1950 года, второй, «Курская» — «Белорусская», — 30 января 1952 года (после его ввода в эксплуатацию в Московском метрополитене стало 39 станций), и третий, «Белорусская» — «Парк культуры», замыкающий линию в кольцо, — 14 марта 1954 года. Первоначально планировалось построить три вестибюля «Комсомольской», но был построен только один. Переход на Сокольническую линию открылся вместе со станцией.
В 1991 году был предложен проект смены названия станции на «Каланчёвская», а в 1992 году — на «Три вокзала», однако оба проекта не были осуществлены.

## Архитектура и оформление

### Вестибюль

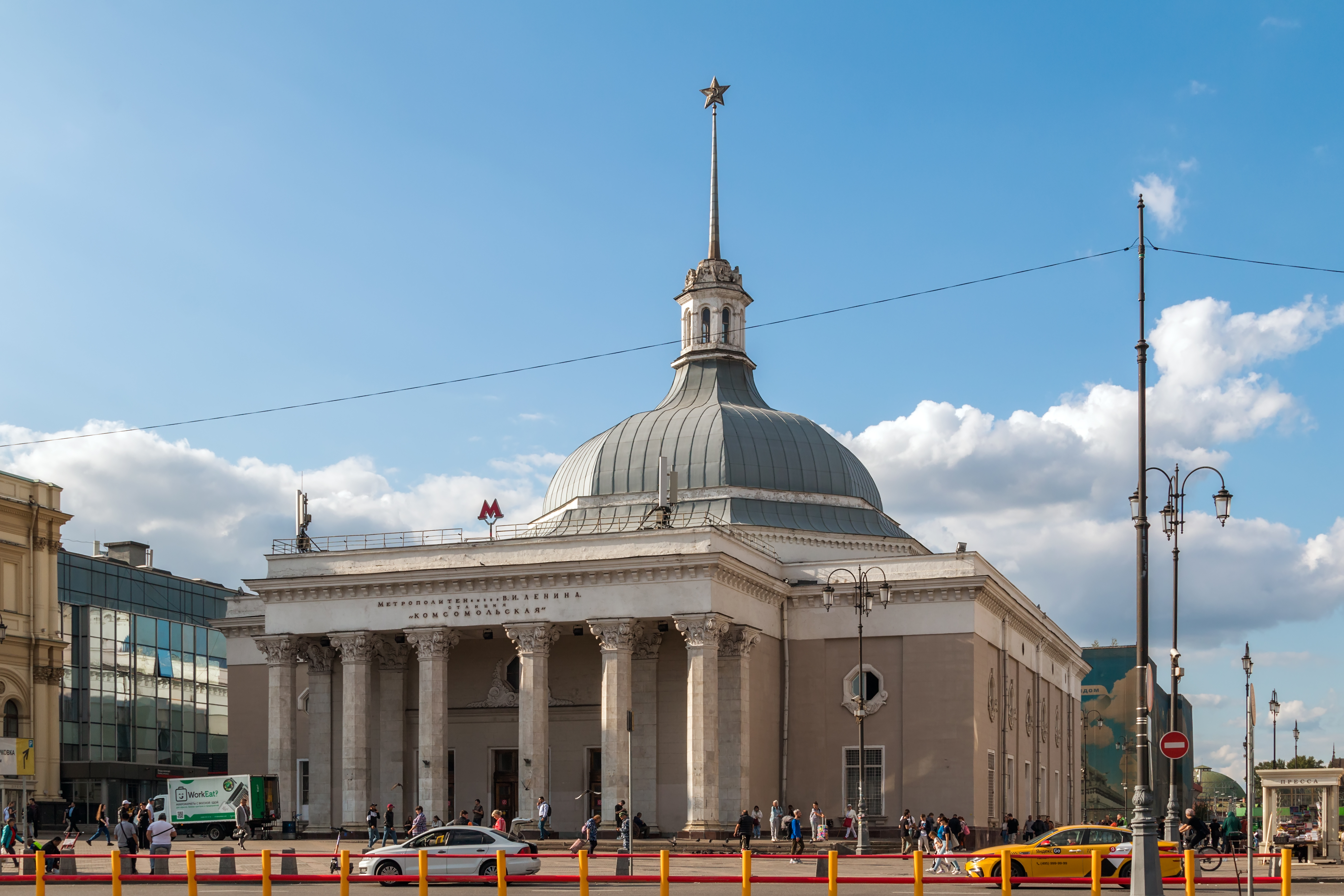
Павильон станции

В северном торце станции — лестница, ведущая в небольшой купольный аванзал. В куполе свода, украшенного золотой смальтой, изображена красная пятиконечная звезда с расходящимися во все стороны золотыми лучами. Это мозаичное украшение появилось не ранее 1960-х годов. В центре аванзала подвешена массивная многорожковая люстра.
Длинный и широкий коридор выводит из аванзала к эскалаторному тоннелю. Эскалаторный тоннель в свою очередь выводит в наземный вестибюль, общий для обеих станций узла. У этого вестибюля восьмиугольный объём под большим куполом. Купол украшен лепниной и фигурными барельефами трубящих горнистов (автор Г. И. Мотовилов). По оси купола две подвесные люстры в виде церковных паникадил, по всем углам — большие торшеры. Стены облицованы светло-бежевым узбекским мрамором «газган».
Вестибюль объединяет верх двух эскалаторных тоннелей двух станций, вход с Комсомольской площади, выход на площадь между Ярославским и Ленинградским вокзалами и вход из подземного вестибюля с коридорами с обоих этих вокзалов.
Весь этот архитектурный ансамбль находится внутри уличного павильона. Он представляет собой большое двухэтажное здание крестовой формы с двумя шестиколонными портиками со стороны Комсомольской площади и с выходом к перронам Ленинградского и Ярославского вокзалов с противоположной стороны. Из него также можно выйти к железнодорожной платформе Площадь трёх вокзалов линий МЦД-2 и МЦД-4. С ноября 2007 года вход через фасадные двери павильона закрыт и осуществляется через подземный переход под Комсомольской площадью. Внутренний свод вестибюля выдаётся наружу большим куполом серого цвета. Увенчан этот купол высоким шпилем с пятиконечной звездой. На звезде изображены серп и молот.

### Станционные залы
Конструкция станции — колонная трёхсводчатая глубокого заложения. В конструкции использована сборная чугунная обделка, в качестве лотка использована монолитная плита. Длина посадочного зала 190 метров, ширина центрального нефа 11 м (вместо характерных для станций такой конструкции 8 м), высота зала 9 м (вместо характерных 5,5 м). По последним двум показателям данная станция является самой большой из колонных станций московского метрополитена. В 1952 году, совместно с П. Д. Кориным, архитектор А. В. Щусев был посмертно удостоен Сталинской премии второй степени за 1951 год за архитектуру станции.
Архитектурно станция «Комсомольская» — апофеоз сталинского ампира, отличающегося грандиозностью, помпезностью, сочетанием элементов классицизма, ампира и московского барокко. Одна из авторов проекта, А. Ю. Заболотная, писала, что станция задумывалась как один из самых оживлённых транспортных узлов города и как своеобразные ворота Москвы. Эти «ворота» должны были формировать первые впечатления о Москве. На станции 68 восьмигранных колонн (шаг составляет 5,6 метра). Аркады, включающие в себя два ряда колонн, соединены изящными арками. Они держат на себе общие антаблементы с карнизами, простирающиеся по всей длине станции. На карнизы опираются основания сводов центрального и боковых залов. Свод центрального зала в полтора раза выше боковых.
Как утверждает биограф Щусева, Александр Васькин, первоначально колонны станции были спроектированы тонкими, однако Алексей Щусев не согласился с этим предложением инженера А. И. Семёнова, заявив: «Моё архитектурное чувство подсказывает, что колонны должны быть толще». Щусев предложил увеличить толщину колонн до 1,5 метра. В итоге зодчий и инженер сошлись на толщине колонн 0,8 метра.
Триумф советского народа в Великой Отечественной войне — ведущая тема архитектуры интерьеров станции. Величие этой патриотической темы отражено в грандиозном размахе пространственного построения подземного зала, в богатстве декоративного убранства, в яркости её цветового и светового решения. Потолок станции украшен восемью мозаичными панно из смальты и ценных камней. Они являются визуализацией речи И. В. Сталина, произнесённой на параде 7 ноября 1941 года:
Война, которую вы ведете, есть война освободительная, война справедливая. Пусть вдохновляет вас в этой войне мужественный образ наших великих предков — Александра Невского, Димитрия Донского, Кузьмы Минина, Димитрия Пожарского, Александра Суворова, Михаила Кутузова! Пусть осенит вас победоносное знамя великого Ленина!..И. В. Сталин
Это высказывание Сталина было высечено на мраморной доске, установленной при входе в перронный зал.
Шесть мозаик изображают Александра Невского, Дмитрия Донского, Кузьму Минина и Дмитрия Пожарского, Александра Суворова, Михаила Кутузова, советских солдат и офицеров у стен рейхстага. Их автор — художник П. Д. Корин. Ещё два панно, изображавшие И. В. Сталина («Парад Победы» и «Вручение гвардейского знамени»), были заменены после развенчания культа личности Сталина в 1963 году.
До этого эти панно неоднократно «подправлялись» с удалением опальных вождей. Первоначально на панно «Вручение гвардейского знамени» был изображён Сталин, передававший знамя солдату, а за его спиной — В. М. Молотов, Л. П. Берия, Л. М. Каганович. На панно «Парад Победы» были изображены те же люди на трибуне Мавзолея, у подножия которого брошенные фашистские знамёна. Новые панно изображают выступление В. И. Ленина перед красногвардейцами и Родину-мать на фоне Спасской башни Кремля. Переделывал панно сам Корин.
Свод декорирован белым лепным орнаментом. У пят свода был расположен ряд позолоченных барельефных картушей на малиново-красном фоне, выполненных по моделям скульпторов С. В. Казакова и А. М. Сергеева на тему «Русское оружие», позднее заменённых мозаиками. Первоначальные медальоны были изготовлены в спешке, из цемента, покрашены под золото и оказались грубыми по фактуре и цвету. Художник П. Д. Корин и архитекторы станции А. Ю. Заболотная и В. Д. Кокорин считали, что эти декоративные элементы нарушают облик «Комсомольской». Им удалось добиться пересмотра оформления зала, и рельефы заменили на мозаики. П. Д. Корин не стал отходить от тематики существовавших прежде композиций и создал эскизы с эмблематикой старинного русского оружия и с оружием современным, обрамляющим орден Победы, в конце. Эскизы к ним были созданы лишь в 1961 году, спустя почти 10 лет после запуска «Комсомольской». Тогда же мозаикой был выложен и купол аванзала перед эскалаторным коридором.
Потолок жёлтого цвета (изначально голубого) также украшен мозаичными вставками и лепниной. Зал освещён массивными многорожковыми люстрами, висящими между панно; платформы освещаются люстрами меньшего размера. Колонны украшены мраморными капителями и отделаны светлым узбекским мрамором «газган», как и стены станции. Пол выложен малиново-красным кузнечнинским (каарлахтинским) гранитом. Путевые платформы отделаны красным капустинским и розово-красным клёсовским гранитом. В тупиковом торце зала установлен бюст В. И. Ленина.
|  |

### Переход на Сокольническую линию

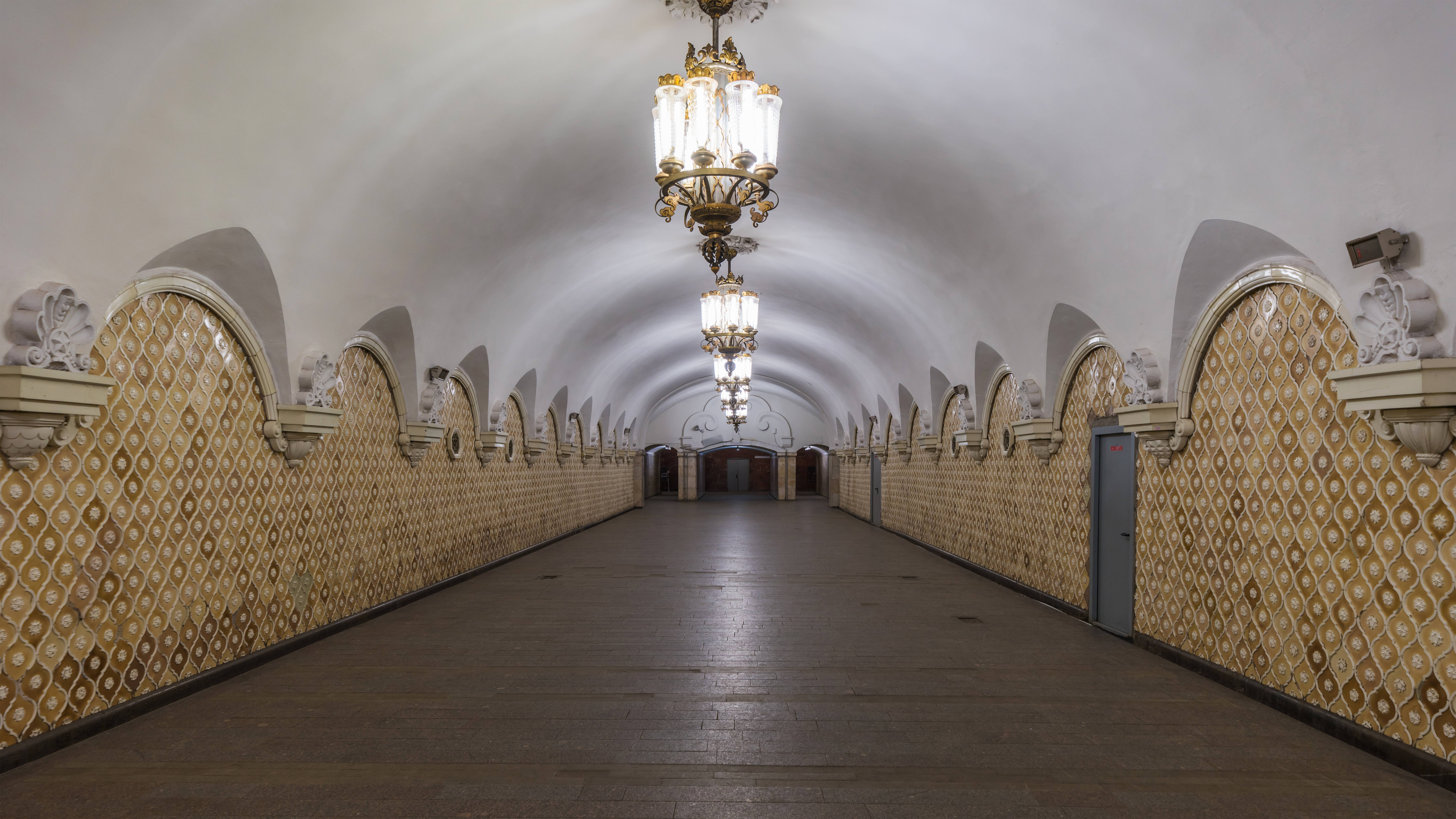
Переходный тоннель

Переход начинается в середине зала. Там расположены две пары эскалаторов, ведущие вниз, в просторный зал, освещаемый небольшой люстрой и настенными бра. Затем через расположенный ниже станции длинный изогнутый коридор пассажир попадает в эскалаторный зал. На стене — флорентийская мозаика по эскизам П. Д. Корина с изображением ордена Победы на фоне красных знамён и оружия, которые обрамляет лавровый венок, обвитый георгиевской лентой. Из зала ведёт большой четырёхленточный эскалатор. Наверху расположен подземный циркульный колонный зал с выходом в южный торец «Комсомольской» Сокольнической линии. В другой стороне циркульного колонного зала — выход к Казанскому вокзалу.

## Станция в цифрах
- Код станции — 070[6].
- Пикет ПК181+74,6[30].
- Глубина заложения составляет 37 метров[31].
- По данным 1999 года, ежедневный пассажиропоток по вестибюлям составлял 161 440 человек, пересадочный пассажиропоток на станцию «Комсомольская» Сокольнической линии — 104 300 человек[32]. Согласно статистическому исследованию 2002 года, пассажиропоток станции составлял: по входу — 119 000 человек, по выходу — 110 900 человек[33].
- Время открытия станции для входа пассажиров — 5 часов 20 минут (выход к Казанскому вокзалу) и 5 часов 30 минут (выход к Ярославскому и Ленинградскому вокзалам), время закрытия — в 1 час ночи[34].
- Таблица времени прохождения первого поезда через станцию[35]:

| По чётным числам                  | Будние дни | Выходные дни |
| По нечётным числам                | Будние дни | Выходные дни |
| В сторону станции «Проспект Мира» | 05:44:00   | 05:44:00     |
| В сторону станции «Проспект Мира» | 05:47:00   | 05:46:00     |
| В сторону станции «Курская»       | 05:42:00   | 05:40:00     |
| В сторону станции «Курская»       | 05:42:00   | 05:42:00     |

## Расположение и транспорт
Станция метро «Комсомольская» Кольцевой линии расположена между станциями «Проспект Мира» и «Курская». Выход в город на Комсомольскую площадь, к Ленинградскому, Ярославскому (из северного торца) и Казанскому вокзалам (по переходам в центре зала).

### Железнодорожный транспорт
Из северного вестибюля — выход к Ленинградскому и Ярославскому вокзалам. От Ленинградского вокзала начинается Октябрьская железная дорога, от Ярославского — Ярославское направление Московской железной дороги. Также поблизости находится платформа Площадь трёх вокзалов МЦД-2 и МЦД-4.
По переходам в центре зала — выход к Казанскому вокзалу. От Казанского вокзала начинается Казанское направление Московской железной дороги. 18 апреля 2022 года был открыт закрытый в середине 1990-х годов переход от Ленинградского вокзала к обеим станциям метро «Комсомольская» (Кольцевой и Сокольнической линий).

### Наземный общественный транспорт
На этой станции можно пересесть на следующие маршруты городского пассажирского транспорта:
- Автобусы: м60, 40, 604, с633, н15
- Троллейбусы: Т
- Трамваи: 7, 13, 37, 50

## Станция «Комсомольская» в культуре
«Комсомольская» упоминается в книге Л. И. Лагина «Старик Хоттабыч» издания 1955 года. В издании 1938 года вместо тогда ещё не существовавшей «Комсомольской» упоминается станция «Киевский вокзал».
«Они вошли в чертоги третьего дворца, блиставшего таким великолепием, что Волька ахнул: 
— Да ведь это вылитое метро! Ну прямо станция „Комсомольская кольцевая“!»
Станция «Комсомольская» упоминается в постапокалиптическом романе Дмитрия Глуховского «Метро 2033». Согласно книге, станция входила в состав Содружества станций Кольцевой линии, чаще именуемого Ганзой. Жители этой станции, как и всего Содружества, живут за счёт торговли и взимания пошлин с торговцев.

## В кинематографе
Зал станции присутствовал в фильме «Алёша Птицын вырабатывает характер».

## В филателии

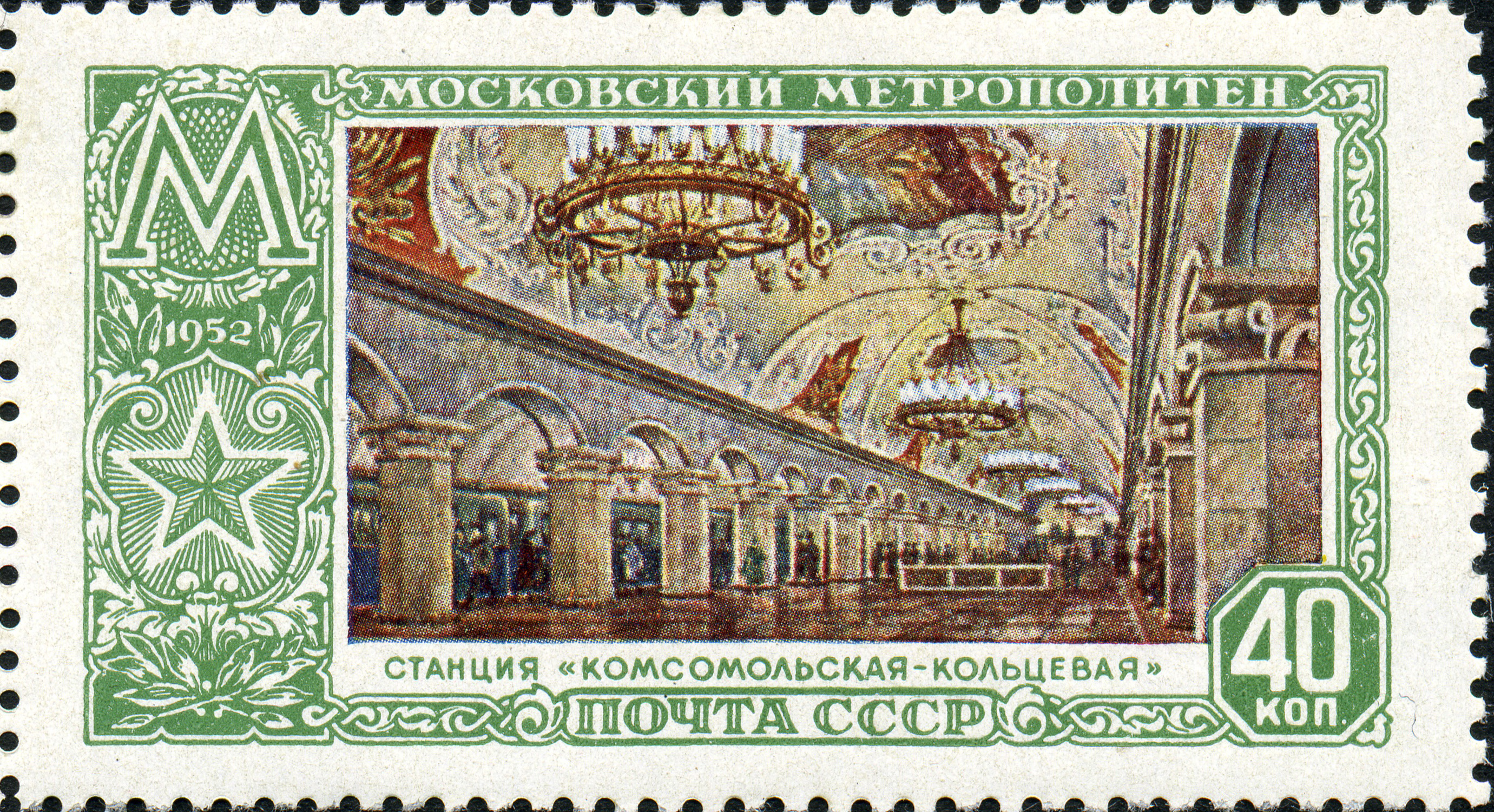
Изображение станции на почтовой марке 1952 года
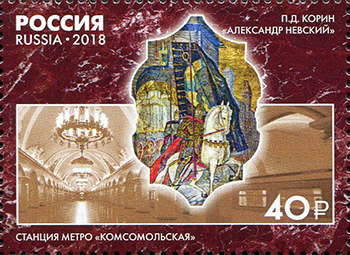
Почтовая марка, 2018 год. П. Д. Корин. «Александр Невский», станция метро «Комсомольская»

## Перспективы
Сооружение второго выхода уже давно является насущной необходимостью. Впервые оно было включено в план строительства метро на 2008—2010 годы. На октябрь 2015 года было запланировано открытие второго собственного вестибюля станции. Второй вестибюль планируется расположить на Комсомольской площади ближе к платформе «Каланчёвская». Тем не менее по состоянию на август 2014 года никакие строительные работы не велись, и открытие второго выхода вновь было перенесено на неопределённый срок. В декабре 2015 года заместитель мэра Москвы по вопросам градостроительной политики и строительства Марат Хуснуллин заявил о том, что принято решение о строительстве дополнительного выхода на станции. Он будет начинаться в подземном вестибюле в северо-западной части Комсомольской площади, у здания Московской таможни и вести в нынешний южный торец станции. Проектирование должно было завершиться в конце 2016.
В середине декабря 2018 года стало известно о том, что принято решение об ускорении проектирования второго выхода станции. Планировалось открыть второй выход в 2022 году.
Также планируется замена эскалаторов в малом и большом эскалаторных наклонах, ведущих на Сокольническую линию и к Казанскому вокзалу.
В 2022 году планируется реконструкция вестибюля станции и открытие подземного перехода от Ленинградского вокзала.
Также планируется строительство пересадки на станцию глубокого железнодорожного ввода, который должен соединить Ярославское и Павелецкое направления Московской железной дороги, образовав таким образом линию МЦД-5.